# Jawar (ort i Indien)
Jawar är en ort i Indien.   Den ligger i distriktet East Nimār och delstaten Madhya Pradesh, i den centrala delen av landet, 700 km söder om huvudstaden New Delhi. Jawar ligger 308 meter över havet och antalet invånare är 7 131.
Terrängen runt Jawar är platt. Runt Jawar är det ganska tätbefolkat, med 239 invånare per kvadratkilometer. Närmaste större samhälle är Khandwa, 15,6 km sydväst om Jawar. Trakten runt Jawar består till största delen av jordbruksmark.